# Kim Kap-soo
Kim Kap-soo (en hangul, 김갑수; hanja: 金甲洙; RR: Gim Gap-su; 7 de abril de 1957) es un veterano actor de televisión, teatro y cine surcoreano.

## Biografía
Se graduó de la escuela secundaria Hanam High School (정윤고등학교).
Está casado con Hyun Geum-sook, la pareja tiene una hija Kim A-ri (김아리).
En octubre de 2020 reveló que es un gran fan del famoso y exitoso grupo surcoreano BTS.

## Carrera
Es miembro de la agencia Hunus Entertainment (후너스엔터테인먼트) previamente conocida como Brand New Stardom (브랜뉴 스타덤) y Stardom Entertainment (스타덤 엔터테인먼트). Previamente formó parte de la agencia FE Entertainment.
En 2003, se unió al elenco de la serie Age of Warriors, donde interpretó a Choe Chung-heon, un gobernante militar de Corea durante el período Goryeo.
En junio de 2005, se unió al elenco recurrente de la serie Resurrección, donde dio vida a Lee Tae-joon, el padre de Lee Kang-joo (So Yi-hyun).
En marzo de 2010 se unió al elenco recurrente de la serie Cinderella's Sister, donde interpretó a Goo Dae-sung, el bondadoso, genuino y amoroso padre de Goo Hyo-sun (Seo Woo) y padrastro de Song Eun-jo (Moon Geun-young). En agosto del mismo año se unió al elenco recurrente de la serie Sungkyunkwan Scandal, donde dio vida al ministro Lee Jung-moo, el segundo concejal de estado y el padre de Lee Sun-joon (Park Yoo-chun). 
En noviembre de 2012, se unió al elenco de la serie Jeon Woo-chi, donde interpretó a Ma Sook, un poderoso mago y tío de Ma Kang-rim (Lee Hee-joon), que traiciona a Yuldo y pone su mirada en conquistar Joseon.
En marzo de 2016, se unió al elenco de la serie My Lawyer, Mr. Jo (también conocida como Neighborhood Lawyer Jo Deul-ho), donde dio vida a Shin Young-il, el padre de Shin Ji-wook (Ryu Soo-young).En septiembre del mismo año se unió al elenco de la serie The K2, donde interpretó a Park Kwan-soo, el rival político de Jang Se-joon (Jo Sung-ha) y líder del actual partido gobernante.
En marzo de 2017, se unió al elenco recurrente de la serie Whisper, donde dio vida a Choi Il-hwan, el CEO del bufete de abogados Taebaek y padre de Choi Soo-yeon (Park Se-young).
En el 2018, se unió al elenco recurrente de la serie Mr. Sunshine, donde interpretó a Hwang Eun-san, un alfarero experto que ayuda a un joven Choi Yoo-jin (Jeon Jin-seo) a huir a los Estados Unidos y que más tarde se convierte en el líder del ejército de los Justos.
El 1 de junio de 2019, realizó su primera aparición especial en la serie Designated Survivor: 60 Days, donde dio vida a Yang Jin-man, el presidente de Corea que es asesinado durante un atentado. El 14 de junio del mismo año se unió al elenco principal de la serie Chief of Staff, donde interpretó al asambleísta Song Hee-seop, hasta el final de la serie el 10 de diciembre del mismo año.
En marzo de 2020, se unió al elenco recurrente de la serie Hospital Playlist, donde dio vida a Joo Jong-soo, un ejecutivo y director de la fundación «Yulje» del «Yulje Medical Center». El 18 de diciembre del mismo año se unió al elenco recurrente de la serie Sweet Home, donde interpretó a Ahn Gil-seop, un hombre que a pesar de tener una enfermedad terminal posee un fuerte deseo de vivir.

## Filmografía

### Series de televisión
| Año         | Título                                                       | Personaje                  | Notas                              |
| ----------- | ------------------------------------------------------------ | -------------------------- | ---------------------------------- |
| 2024        | Love Your Enemy                                              | Yoon Jae-ho                | [ 12 ] [ 13 ]                      |
| 2024        | La reina de las lágrimas                                     | Hong Man-dae               | [ 14 ]                             |
| 2022        | Today's Webtoon                                              | Baek Eo-jin                | [ 15 ]                             |
| 2022        | I Have Not Done My Best                                      | Nam Dong-jin               |                                    |
| 2021        | Jirisan                                                      | Padre de Kang Hyun-jo      | 2 episodios - (aparición especial) |
| 2020 - 2021 | Delayed Justice                                              | Kim Hyung-chun             |                                    |
| 2020        | Homemade Love Story                                          | -                          |                                    |
| 2020        | Sweet Home                                                   | Ahn Gil-seop               |                                    |
| 2020        | Hospital Playlist                                            | Joo Jong-soo               |                                    |
| 2019        | Designated Survivor: 60 Days                                 | Yang Jin-man               | 2 episodios - (aparición especial) |
| 2019        | Chief of Staff                                               | Song Hee-seop              | 20 episodios                       |
| 2019        | Haechi                                                       | Yi Sun, Rey Sookjong       | 8 episodios - (aparición especial) |
| 2018        | Just Dance                                                   | Mtro. Lee Kyu-ho           |                                    |
| 2018        | Mr. Sunshine                                                 | Hwang Eun-san              |                                    |
| 2017 - 2018 | Man Who Sets the Table                                       | Lee Shin-mo                | 50 episodios                       |
| 2017        | Whisper                                                      | Choi Il-hwan               |                                    |
| 2016        | The K2                                                       | Park Kwan-soo              | 16 episodios                       |
| 2016        | My Lawyer, Mr. Jo                                            | Shin Young-il              | [ 5 ] [ 17 ]                       |
| 2016        | Mirror of the Witch                                          | Dr. Heo Jun (de adulto)    | (cameo)                            |
| 2015 - 2016 | All About My Mom                                             | Lee Dong-chul              | 54 episodios                       |
| 2015        | Mrs. Cop                                                     | Park Dong-il               |                                    |
| 2015        | Splash Splash Love                                           | Padre de Jang Dan-bi       | 2 episodios                        |
| 2015        | Divorce Lawyer in Love                                       | Bong In-jae                |                                    |
| 2015        | Blood                                                        | Yoo Seok-joo               |                                    |
| 2015        | More Than a Maid                                             | Kim Chi-kwon               |                                    |
| 2014        | Blade Man                                                    | Joo Jang-won               | 18 episodios                       |
| 2014        | Marriage, Not Dating                                         | Gong Soo-hwan              | [ 18 ]                             |
| 2014        | Inspiring Generation                                         | Toyama Denkai              |                                    |
| 2013        | The Secret of Birth                                          | Choi Gook                  |                                    |
| 2013        | You Are the Best!                                            | Shin Dong-hyuk             |                                    |
| 2013        | Iris II: New Generation                                      | Anthony Choi ("Mr. Black") |                                    |
| 2012 - 2013 | Jeon Woo-chi                                                 | Ma Sook                    |                                    |
| 2011        | Just Like Today                                              | Jang Choon-bok             | 128 episodios                      |
| 2010 - 2011 | All My Love For You                                          | Director Kim               | 210 episodios                      |
| 2010        | Home Sweet Home                                              | Sung Eun-pil               | (cameo)                            |
| 2010        | Drama Special Season 1 - "After the Opera"                   | Han Jeong-hoon             | 1 episodio                         |
| 2010        | MBC Best Theater - "Housewife Kim Kwang Ja's 3rd Activities" | Choi Byeong-goo            | 1 episodio                         |
| 2010        | Sungkyunkwan Scandal                                         | Lee Jung-moo               |                                    |
| 2010        | Joseon X-Files (Unsolved)                                    | Ji-seung                   | 12 episodios                       |
| 2010        | Cinderella's Sister                                          | Goo Dae-sung               |                                    |
| 2010        | The Great Merchant                                           | Kang Kye-man               |                                    |
| 2010        | The Slave Hunters                                            | Rey Injo de Joseon         |                                    |
| 2010        | Jejungwon                                                    | Yoo Hee-seo                |                                    |
| 2009        | Iris                                                         | Yoo Jung-hoon              | 2 episodios                        |
| 2009        | Hometown Legends - "The Grudge Island"                       | Jung Yeo-rip               |                                    |
| 2009        | Soul                                                         | Baek Do-shik               |                                    |
| 2009        | Partner                                                      | Kwon Hee-soo               | 3 episodios                        |
| 2008        | Worlds Within                                                | Kim Min-chul               |                                    |
| 2008        | Tazza                                                        | Agwi                       | 18 episodios                       |
| 2008        | Night After Night                                            | Heo Tae-soo                |                                    |
| 2008        | Don't Ask Me About the Past                                  | Kwak Sang-hyun             |                                    |
| 2008        | The Great King, Sejong                                       | Hwang Hui                  |                                    |
| 2007        | Drama City - "GOD"                                           | Min Jung-shik              | 1 episodio                         |
| 2007        | The Innocent Woman                                           | Seo Jun-man                | 174 episodios                      |
| 2007        | Get Karl! Oh Soo-jung                                        | Oh Byung-jik               |                                    |
| 2007        | Time Between Dog and Wolf                                    | Jung Hak-soo               |                                    |
| 2007        | Ground Zero                                                  | Kim Cheon-soo              | 2 episodios                        |
| 2007        | By My Side                                                   | Seo Jun-seok               |                                    |
| 2007        | When Spring Comes                                            | Lee Deok-soo               |                                    |
| 2006 - 2007 | Yeon Gaesomun                                                | Emperador Yang de Sui      |                                    |
| 2006        | The Invisible Man                                            | -                          | 16 episodios                       |
| 2006        | Alone in Love                                                | Yoo Ki-young               |                                    |
| 2006        | Drama City - "A Parting More Beautiful Than Love"            | Seok-joon                  |                                    |
| 2006        | Wolf                                                         | Bae Doo-il                 |                                    |
| 2005        | Drama City - "The Blue Nights of Jeju Island"                | Noh Sook-ja                |                                    |
| 2005        | The Youth in Barefoot                                        | Uhm Jung-hwan              |                                    |
| 2005        | Hometown Station                                             | Chae Dal-pyeong            |                                    |
| 2005        | TV Literature - "A River Flows Through Everyone's Hearts"    | Kyung-jae                  |                                    |
| 2005        | Resurrección                                                 | Lee Tae-joon               |                                    |
| 2005        | Drama City - "Don't Go Home Tonight"                         | Presidente Jo              | 1 episodio                         |
| 2004 - 2005 | Emperor of the Sea                                           | Lee Do-hyeong              |                                    |
| 2004        | Drama City - "Cruel Fairytale"                               | Joon-ho                    |                                    |
| 2004        | The Land                                                     | Jo Joon-gu                 |                                    |
| 2004        | The Age of Heroes                                            | Chun Sa-gook               |                                    |
| 2004        | Drama City - "Blue Skies of Jeju Island"                     | Hombre sin Hogar           | 1 episodio                         |
| 2003        | Open Drama Man & Woman - "Well"                              | Soon-taek                  |                                    |
| 2003        | Merry Go Round                                               | Padre de Eun-kyo y Jin-kyo |                                    |
| 2003        | Drama City - "Her Purity"                                    | Myung Jin-hwan             |                                    |
| 2003        | TV Literature - "A River Flows Through Everyone's Hearts"    | Gukjang                    |                                    |
| 2003 - 2004 | Age of Warriors                                              | Choe Chung-heon            | 158 episodios                      |
| 2002        | Age of Innocence                                             | Padre de Tae-seok          |                                    |
| 2002        | Sunshine Hunting                                             | -                          |                                    |
| 2002        | Drama City - "Beautiful Youth"                               | Maestro                    |                                    |
| 2002        | Like Vienna Coffee                                           | -                          |                                    |
| 2001        | Special Warrant 203                                          | Kang Young-joon            |                                    |
| 2001        | Stepmother                                                   | Heo Dong-taek              | 233 episodios                      |
| 2001        | Orient Theatre                                               | Choi Deok-kyun             |                                    |
| 2000 - 2002 | Taejo Wang Geon                                              | Jong Gan                   |                                    |
| 1999        | Sad Temptation                                               | Jung Moon-gi               | 2 episodios                        |
| 1999        | House Above the Waves                                        | Moon-soo                   |                                    |
| 1998        | The King and the Queen                                       | Kwon Ram                   |                                    |
| 1996        | 6.25 Drama - "War of Guhari"                                 | Oficial Militar            |                                    |
| 1995        | Dazzling Dawn                                                | Lee Dong-in                |                                    |
| 1994        | 이선풍 저승유람                                              | Lee Seon-poong             |                                    |
| 1993        | Third Republic                                               | Hwang Tae-sung             |                                    |
| 1993        | A Powerful Sword                                             | -                          |                                    |
| 1992        | The Three Kingdoms                                           | Sung Choong                |                                    |
| 1991        | Literature Theater - "That Deep Blue River"                  | Tae-soo                    |                                    |
| 1991        | 둥지를 찾아서                                                | -                          |                                    |
| 1989        | And So Flows History                                         | Jang Seok-ha               |                                    |
| 1988        | Jackfruit                                                    | -                          |                                    |

### Películas
| Año  | Título                       | Personaje                                      | Notas                                                                              |
| ---- | ---------------------------- | ---------------------------------------------- | ---------------------------------------------------------------------------------- |
| 2021 | Hot Blood                    | Hijo del Mayor                                 | junto a Jung Woo, Choi Moo-sung, Yoon Ji-hye y Lee Hong-nae                        |
| 2017 | Steel Rain                   | Ri Tae-han                                     | junto a Jung Woo-sung, Kwak Do-won, Kim Eui-sung y Lee Geung-young                 |
| 2015 | Love Forecast                | Padre de Kang Joon-soo                         | junto a Lee Seung-gi, Moon Chae-won y Lee Kyung-jin - (cameo)                      |
| 2014 | My Brilliant Life            | Padre de Dae-soo                               | junto a Gang Dong-won, Song Hye-kyo y Jo Sung-mok - (cameo)                        |
| 2013 | Blood and Ties               | Jung Son-man                                   | junto a Son Ye-jin, Im Hyung-joon, Lee Kyu-han, Jo An y Kim Kwang-kyu              |
| 2011 | The Last Blossom             | Jung Chul                                      |                                                                                    |
| 2011 | The Showdown                 | No-shin                                        | junto a Park Hee-soon, Jin Goo, Ko Chang-seok y Jang Hee-jin                       |
| 2010 | Iris: The Movie              | Yoo Jung-hoon                                  |                                                                                    |
| 2010 | I Saw the Devil              | 2.º. Director General de Planificación del NIS | junto a Lee Byung-hun, Choi Min-sik, Chun Ho-jin, Lee Joon-hyuk y Choi Jin-ho      |
| 2009 | Where Are You Going?         | Padre                                          |                                                                                    |
| 2006 | Detective Mr. Gong           | Supervisor Jo                                  | (cameo)                                                                            |
| 2005 | She's on Duty                | Cha Yeong-jae                                  |                                                                                    |
| 2005 | Typhoon                      | Director del NIS                               |                                                                                    |
| 2004 | Flying Boys                  | Profesor Supervisor                            | junto a Yoon Kye-sang, Kim Min-jung, Do Ji-won, On Joo-wan y Lee Joon-gi - (cameo) |
| 2004 | Spin Kick                    | Director                                       | (cameo)                                                                            |
| 2004 | He Was Cool                  | Padre de Han Ye-won                            | junto a Song Seung-heon, Jung Da-bin, Lee Ki-woo, Kim Young-hoon y Kim Bo-yeon     |
| 2003 | Mutt Boy                     | Padre de Cha Chul-min                          | junto a Jung Woo-sung, Uhm Ji-won, Kim Jung-tae, Hong Ji-young y Kim Sang-ho       |
| 2003 | A Tale of Two Sisters        | Bae Moo-hyeon                                  | junto a Im Soo-jung, Moon Geun-young y Yum Jung-ah                                 |
| 2002 | Four Toes                    | Bacchus                                        | junto a Heo Joon-ho, Lee Chang-hoon, Park Jun-gyu y Lee Won-jong                   |
| 2002 | KT                           | Kim Chang-won                                  | junto a Kōichi Satō, Choi Il-hwa, Yoshio Harada, Michitaka Tsutsui y Kim Byung-se  |
| 2001 | This is Law                  | Park Shi-jong                                  |                                                                                    |
| 2001 | Bungee Jumping of Their Own  | Profesor de Escultura                          | junto a Lee Byung-hun, Lee Eun-ju, Yeo Hyun-soo y Hong Soo-hyun - (cameo)          |
| 1999 | Fin de Siecle                | Choi Doo-seob                                  |                                                                                    |
| 1997 | He Asked Me If I Knew Zither | Soo                                            |                                                                                    |
| 1997 | Do the Right Thing           | Kim Dal-se                                     |                                                                                    |
| 1996 | Their Last Love Affair       | Young-min                                      |                                                                                    |
| 1995 | My Dear Keum-hong            | Yi Sang                                        |                                                                                    |
| 1994 | The Taebaek Mountains        | Yeom Sang-gu                                   | junto a Ahn Sung-ki y Bang Eun-jin                                                 |

### Aparición en programas de variedades
| Año  | Título                         | Notas                 |
| ---- | ------------------------------ | --------------------- |
| 2013 | Who Wants to Be a Millionaire? | presentador           |
| 2012 | With You                       | presentador           |
| 2012 | The Secrets of Family          | presentador           |
| 2011 | Top Gear Korea                 | presentador           |
| 2011 | Radio Star                     | (ep. #172) - invitado |
| 2011 | Miracle Audition               | juez                  |
| -    | Curious Story                  | invitado              |

### Narrador
| Año  | Título                | Notas        |
| ---- | --------------------- | ------------ |
| 2019 | Dogs are Incredible   |              |
| 2012 | 무언가족              | (documental) |
| 2011 | 다큐프라임 - 화산     | (documental) |
| 2010 | 미국 농부 조엘의 혁명 | (documental) |
| 2010 | 모델                  | (documental) |

### Teatro
| Año  | Título                        | Personaje    | Notas |
| ---- | ----------------------------- | ------------ | ----- |
| 2011 | A Beautiful Relationship      | General Hong |       |
| 2009 | Kalman                        | -            |       |
| 2008 | Where Are You Going, Seon-wu? | -            |       |

### Director
| Año  | Título         | Notas            |
| ---- | -------------- | ---------------- |
| 2014 | The Understudy | (obra de teatro) |
| 2011 | Seoul Terror   | (obra de teatro) |

### Productor
| Año  | Título                   | Notas            |
| ---- | ------------------------ | ---------------- |
| 2010 | Seoul Terror             | (obra de teatro) |
| 2008 | 우린 나발을 불었다       | (obra de teatro) |
| 2008 | A Beautiful Relationship | (obra de teatro) |

### Programas de radio
| Año  | Título                         | Cadena | Notas |
| ---- | ------------------------------ | ------ | ----- |
| 2015 | EBS 책 읽는 라디오 낭독 시리즈 | EBS    |       |

### Anuncios
| Año  | Título                                        | Notas |
| ---- | --------------------------------------------- | ----- |
| 2020 | 세라젬 의료기                                 |       |
| 2019 | 저축은행중앙회                                |       |
| 2015 | 한국방송광고진흥공사 마을이 쇼핑센터 버스기사 |       |
| 2011 | 한국닌텐도 위 (Wii)                           |       |
| 2011 | SK텔레콤 호핀                                 |       |
| 2010 | 오리온 초코파이                               |       |
| 2010 | 한독 훼스탈플러스                             |       |

## Premios y nominaciones
| Año  | Categoría                                         | Premio                                | Trabajo                                                       | Resultado |
| ---- | ------------------------------------------------- | ------------------------------------- | ------------------------------------------------------------- | --------- |
| 2017 | Character of the Year                             | SBS Drama Award                       | Whisper                                                       | Nominado  |
| 2016 | Best Supporting Actor                             | KBS Drama Award                       | My Lawyer, Mr. Jo                                             | Nominado  |
| 2015 | Excellence Award, Actor in a Serial Drama         | KBS Drama Award                       | All About My Mom                                              | Ganó      |
| 2013 | Prime Minister's Commendation                     | 4th Korea Popular Culture & Art Award | -                                                             | Ganó      |
| 2011 | Top Excellence Award, Actor in a Serial Drama     | MBC Drama Award                       | Just Like Today                                               | Nominado  |
| 2011 | Top Excellence Award, Actor in a Comedy/Sitcom    | MBC Entertainment Award               | All My Love For You                                           | Ganó      |
| 2010 | Top Excellence Award, Actor                       | KBS Drama Award                       | Sungkyunkwan Scandal, Cinderella's Sister y The Slave Hunters | Ganó      |
| 2010 | Most Influential Star                             | 4th Mnet 20's Choice Award            | -                                                             | Ganó      |
| 2008 | Best Supporting Actor in a Special Planning Drama | SBS Drama Award                       | Tazza                                                         | Nominado  |
| 2007 | Excellence Award, Actor in a Daily Drama          | KBS Drama Award                       | The Innocent Woman                                            | Nominado  |
| 2006 | Top Excellence Award, Actor                       | SBS Drama Award                       | Yeon Gaesomun                                                 | Ganó      |
| 2006 | Top 10 Stars                                      | SBS Drama Award                       | Yeon Gaesomun                                                 | Ganó      |
| 2005 | Best Supporting Actor                             | SBS Drama Award                       | The Land                                                      | Ganó      |
| 2005 | Top Excellence Award, Actor                       | KBS Drama Award                       | Emperor of the Sea, Resurrección y Hometown Station           | Nominado  |
| 2004 | Top Excellence Award, Actor                       | KBS Drama Award                       | Age of Warriors                                               | Nominado  |
| 2003 | Best Supporting Actor                             | 24th Blue Dragon Film Award           | Mutt Boy                                                      | Nominado  |
| 2003 | Best Supporting Actor                             | 4th Busan Film Critics Award          | Mutt Boy                                                      | Ganó      |
| 2003 | Asia Goodwill Award                               | Japan Film Critics Association        | -                                                             | Ganó      |
| 2001 | Excellence Award, Actor                           | KBS Drama Award                       | Taejo Wang Geon                                               | Ganó      |
| 2001 | Best Supporting Actor                             | KBS Drama Award                       | Taejo Wang Geon                                               | Nominado  |
| 1995 | Best Actor                                        | 33rd Grand Bell Award                 | The Taebaek Mountains                                         | Ganó      |
| 1995 | Best Actor (Film)                                 | 31st Baeksang Arts Award              | The Taebaek Mountains                                         | Ganó      |
| 1994 | Best Supporting Actor                             | 15th Blue Dragon Film Award           | The Taebaek Mountains                                         | Ganó      |
| 1994 | Best New Actor                                    | 5th Chunsa Film Art Award             | The Taebaek Mountains                                         | Ganó      |
| 1994 | Best Actor                                        | 18th Seoul Theater Festival           | -                                                             | Ganó      |
| 1991 | Best Actor                                        | 28th Dong-Ah Theater Festival         | -                                                             | Ganó      |
| 1991 | Best Actor                                        | 15th Seoul Theater Festival           | -                                                             | Ganó      |
| 1990 | Best New Actor (TV)                               | 26th Baeksang Arts Award              | And So Flows History                                          | Ganó      |
| 1988 | Destinatario                                      | 13th Young-hee Theater Award          | -                                                             | Ganó      |
| 1984 | Destinatario                                      | Oh Young-jin Theater Award            | -                                                             | Ganó      |